# Impious
Impious – szwedzki zespół muzyczny, grający death/thrash metal. Powstał w 1994 roku z inicjatywy Valle'a Adzic oraz Martina Åkesson. Tego samego roku do grupy dołączył Robin Sörqvist. Po wydaniu dwóch demo zespół znalazł swojego pierwszego, stałego perkusistę Ulfa Johansson. W 1997 roku Impious nagrali kolejne demo, co zaowocowało podpisaniem kontraktu z Black Sun Records. Nagrali dwie płyty i wyruszyli w krótką trasę po Holandii i Belgii. Po kilku latach kontrakt wygasł, a zespół podpisał następny, tym razem z holenderską wytwórnią Hammerheart Records, pod której skrzydłami wydali płyty The Killer i The Deathsquad. Od tego czasu sprawy szybko się potoczyły. Impious wyruszyli w trasę po europie, gdzie udowodnili, że są poważnym zespołem. Jeden z koncertów doprowadził do podpisania kontraktu z Metal Blade Records.

## Muzycy

### Obecny skład zespołu
- Valle Adzic – gitara
- Martin Åkesson – wokal
- Robin Sörqvist – gitara prowadząca
- Mikael Norén – perkusja
- Erik Peterson – bas

## Dyskografia
- Infernal Predomination – 1995
- Let There Be Darkness – 1995
- Promo "The Suffering" – 1996
- Promo '97 – 1997
- Evilized – 1998
- Promo '99 – 1999
- Terror Succeeds – 2000
- The Killer – 2002
- The Deathsquad – 2002
- Hellucinate – 2004
- Born To Suffer – 2004
- Seven Gates of Horror – A Tribute to Possessed - 2004
- Holy Murder Masquerade – 2007
- Death Domination - 2009